# Thiaminase
Thiaminase sind Enzyme, die in mehreren Bakterienarten, in manchen Fischen und in Pflanzen wie Adlerfarn (Pteridium aquilinum) vorkommen. Die Enzyme, wenn auf Dauer zusammen mit der Nahrung aufgenommen, können das Vitamin B1 (Thiamin) in der Nahrung zerstören und zu Mangelerscheinungen (Hypovitaminosen) und damit zu Krankheiten wie Beri-Beri führen. Kochen zerstört Thiaminase.